# Coëtmieux
Coëtmieux (bretonisch: Koedmaeg) ist eine französische Gemeinde mit 1.840 Einwohnern (Stand: 1. Januar 2022) im Département Côtes-d’Armor in der Region Bretagne.
Die Einwohner der Gemeinde werden Coëtmieusiens und Coëtmieusiennes genannt.
Die Gemeinde erhielt 2022 die Auszeichnung „Drei Blumen“, die vom Conseil national des villes et villages fleuris (CNVVF) im Rahmen des jährlichen Wettbewerbs der blumengeschmückten Städte und Dörfer verliehen wird.

## Geographie
Umgeben wird Coëtmieux von der Gemeinde Morieux im Norden, von Andel im Osten, von Pommeret im Süden und von Yffiniac im Westen.

## Bevölkerungsentwicklung

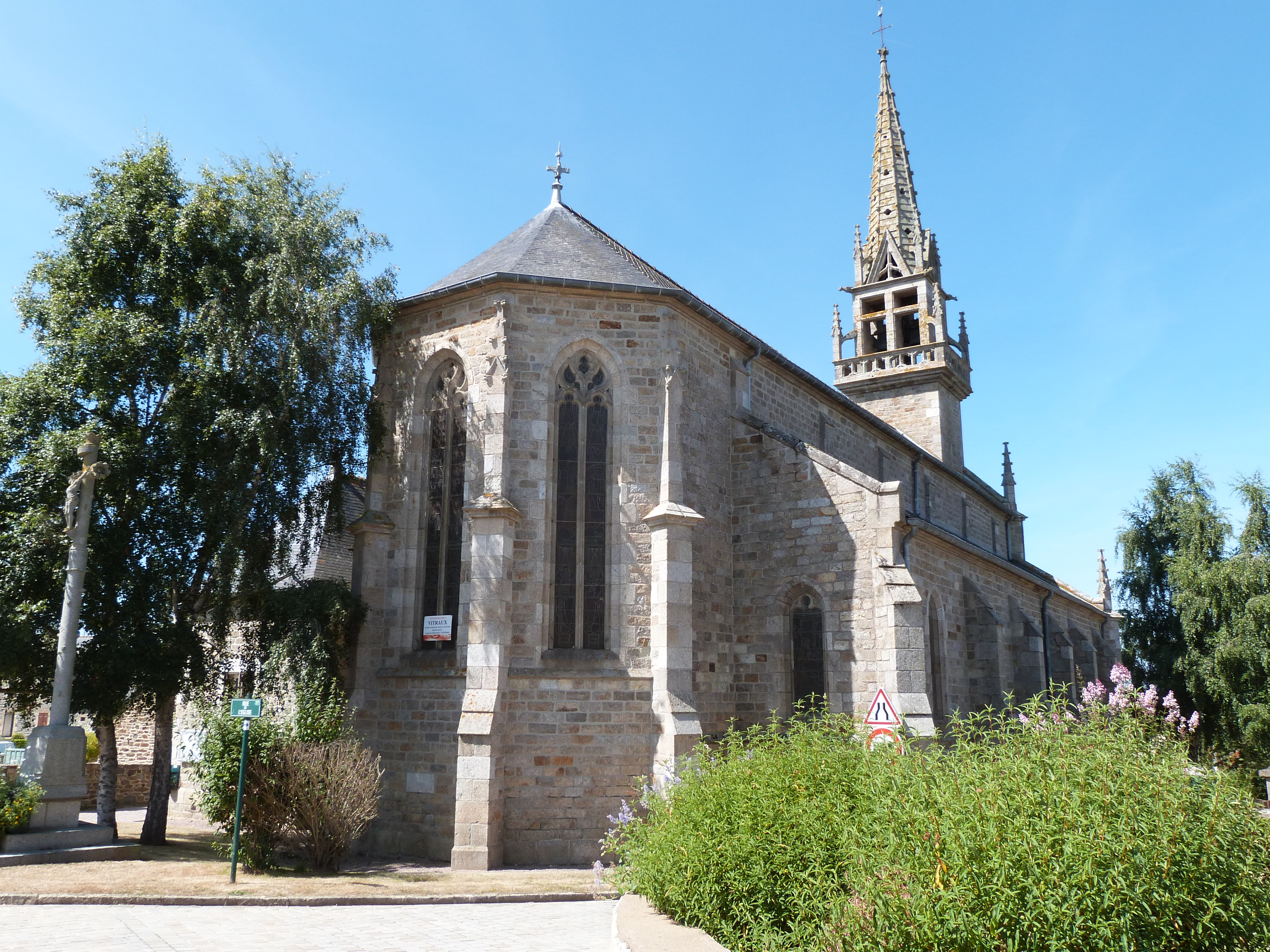
Kirche Saint-Jean-Baptiste

| Jahr      | 1962 | 1968 | 1975 | 1982 | 1990 | 1999 | 2008 | 2016 |
| --------- | ---- | ---- | ---- | ---- | ---- | ---- | ---- | ---- |
| Einwohner | 606  | 624  | 874  | 1041 | 1236 | 1253 | 1547 | 1776 |

## Sehenswürdigkeiten
- Kirche Saint-Jean-Baptiste